# Olešnice (Polsko)
Olešnice (polsky Oleśnica, německy Oels) je město v jihozápadním Polsku v Dolnoslezském vojvodství, sídlo okresu Olešnice. Leží na stejnojmenné řece (pravém přítoku Widawy) na historickém území Dolního Slezska zhruba 25 km severovýchodně od Vratislavi. V minulosti byla sídlem Olešnického knížectví. Jedná se o železniční uzel regionálního významu. V roce 2021 zde žilo 36 979 obyvatel.

## Historie
První věrohodná zmínka o Olešnici pochází z roku 1230. V listině z roku 1247 je doložena jako sídlo kastelánie a 22. února 1255 jí byla Jindřichem III. Bílým udělena městská privilegia podle středského práva, které bylo variantou magdeburského městského práva. Patřila Hlohovskému knížectví, z nějž bylo roku 1313 vyčleněno samostatné Olešnické knížectví. Konrád I. Olešnický složil v roce 1329 lenní slib Janu Lucemburskému a Olešnicko se stejně jako ostatní slezská knížectví stalo součástí zemí Koruny české.
Z roku 1329 pochází první zmínka o Židech v Olešnici. Než byli v 16. století (poprvé 1535, podruhé 1575) vyhnáni, město představovalo důležité centrum židovské kultury, například zde byly roku 1530 otištěny první hebrejské knihy ve Slezsku. Novodobá židovská komunita existovala opět od poloviny 17. století.

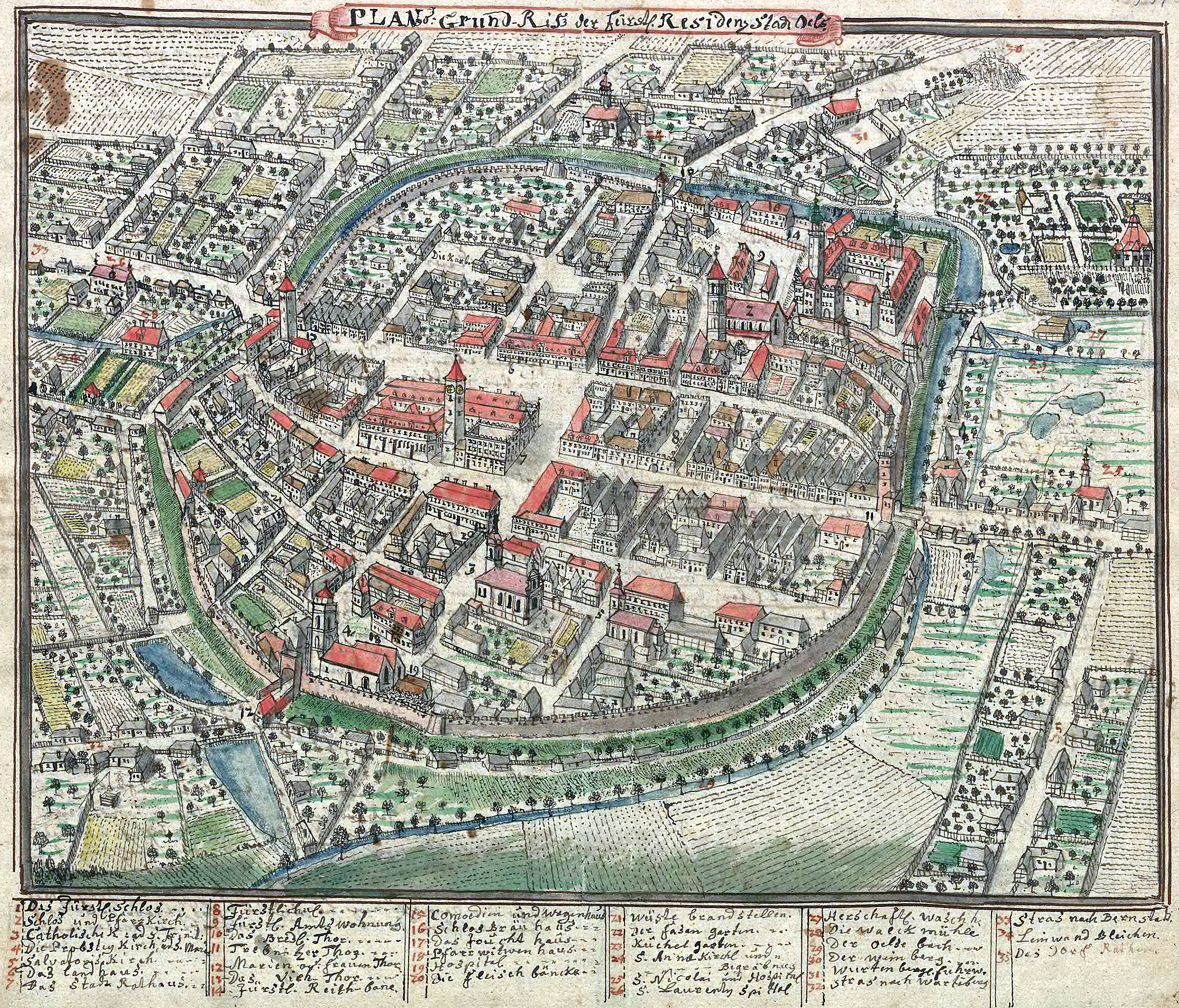
Olešnice v 18. století podle Friedricha Bernharda Wernera

Zdejší větev Piastovců vymřela v roce 1492. Knížectví připadlo jako odúmrť pod přímou správu českých králů a o tři roky později jej koupili Minsterberkové, slezská větev pánů z Poděbrad. Období jejich vlády je spjato kromě jiného s renesanční přestavbou olešnického hradu (1542–1616) a zavedením luteránství v roce 1538. V roce 1594 bylo založeno gymnázium, které patřilo vedle vratislavského Elisabethanum a gymnázia v Břehu mezi nejstarší ve Slezsku.
Po třicetileté válce bylo Olešnicko jedním z mála slezských území, kde byla vestfálským mírem potvrzena náboženská svoboda pro protestanty podle principu cuius regio, eius religio. Po smrti Karla Bedřicha Minsterberského v roce 1647 knížectví zdědili Württemberkové.
Po první slezské válce v roce 1742 připadla Olešnice (v té době čítající kolem tří tisíc obyvatel, významné středisko soukenictví) spolu s většinou Slezska Pruskému království. Stala se sídlem okresu (Kreis Oels), od správní reformy z roku 1815 v rámci provincie Slezsko, vládní obvod Vratislav. V roce 1868 získala železniční spojení s Vratislaví a Kluczborkem (tzv. Dráha pravého břehu Odry). Na přelomu 19. a 20. století se město stavebně rozšířilo zejména směrem na jih (Olavské předměstí) a východ (Luisino předměstí) od historického jádra. Toto období prudkého rozvoje je neodmyslitelně spjato se jménem Richarda Kallmana, který plnil funkci starosty celých 36 let: 1883 až 1919. V roce 1905 žilo v Olešnici 10 944 obyvatel, z toho 78 % evangelíků, 20,5 % katolíků a 1,5 % židů; 97,8 % mluvilo německy. Ve městě působila velká vojenská posádka čítající 1 072 mužů.

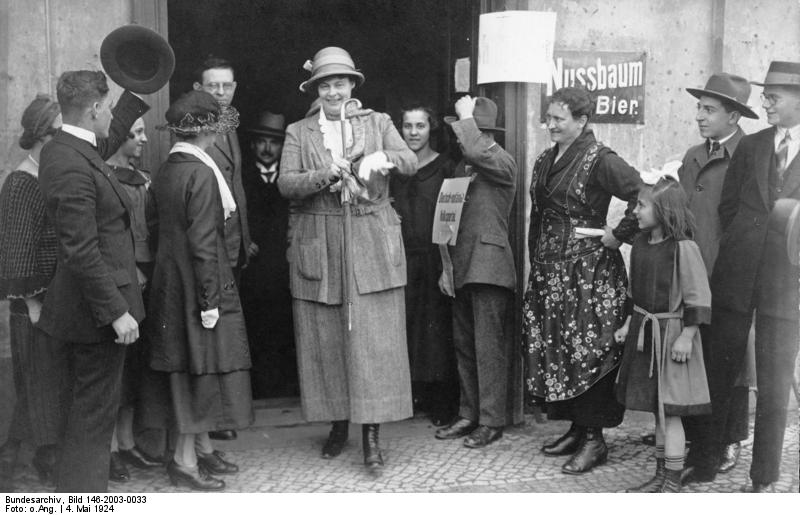
Cecílie Meklenbursko-Zvěřínská v Olešnici (1924)

Olešnický zámek a panství patřily od roku 1792 brunšvicko-luneburské větvi Welfů a v roce 1884 se staly majetkem císařské rodiny Hohenzollernů. Pobýval zde kronprinc Vilém Pruský s manželkou Cecílií Meklenbursko-Zvěřínskou, v období druhé světové války, kdy hrozilo bombardování Postupimi, byla Olešnice dokonce jejich hlavním bydlištěm.
Během závěrečných bojů druhé světové války a po obsazení Rudou armádou 25. ledna 1945 utrpěla Olešnice značné škody. Počet zničených či poškozených budov se odhaduje na 53 %. Obnova nejdůležitějších historických památek proběhla v 60. letech 20. století, jinak velká část historického jádra byla znovu zastavěna panelovými domy. Na základě jaltských ujednání a Postupimské dohody se město stalo součástí socialistického Polska. Původní německé obyvatelstvo nahradili polští přesídlenci z východních území postoupených SSSR a osadníci z centrálního Polska.

## Ekonomika
Od poloviny 13. století do poloviny 18. století byla v Olešnici činná mincovna, v níž se razily stříbrné i zlaté mince, prvního vrcholu její ražby dosáhly za vlády knížat Münsterberských, druhého kolem roku 1620. Z řemesel vynikalo soukenictví. V době industrializace v závěru 19. století se rozvinulo železniční stavitelství.

## Pamětihodnosti
- Zámek: původní hrad slezských Piastovců na tomto místě je poprvé doložen v roce 1292; v letech 1542–1616 prošel na podnět Jana Minsterbersko-Olešnického a jeho nástupců rozsáhlými přestavbami, které z něj učinily jednu z největších renesančních rezidencí ve Slezsku; v letech 1891–1904 dali zchátralý zámek opravit jeho poslední majitelé Hohenzollernové; do konce druhé světové války zde pobývala rodina korunního prince Viléma Pruského a Cecílie Meklenbursko-Zvěřínské; po roce 1945 nacházel rozmanité využití, nyní je sídlem vzdělávacího střediska Dobrovolných pracovních sborů (Ochotnicze Hufce Pracy); jihozápadním směrem se táhne rozlehlý anglický park;
- Bazilika sv. Jana Evangelisty – hlavní katolický kostel, který na tomto místě existuje od založení města ve 13. století; důsledkem mnoha přestaveb, z nichž poslední proběhly po stavební katastrofě v roce 1905 a po poškození za druhé světové války, spojuje gotické, renesanční, barokní a další prvky; v letech 1538–1945 evangelický; je propojen chodbou se sousedícím zámkem;
- Stará synagoga / kostel Spasitele: první zmínka o synagoze pochází z počátku 15. století; po vyhnání Židů z města v roce 1535 sloužila jako sklad a posléze zbrojnice; v roce 1695 byla přestavěna na evangelický kostel Spasitele; v současnosti je využívána společně evangelíky a letniční církví; novodobé židovské komunitě sloužila od roku 1840 Nová synagoga v těsném sousedství, která vyhořela během Křišťálové noci;
- Pravoslavný chrám Zesnutí přesvaté Bohorodičky: je tvořen dvěma gotickými kaplemi (původně benediktinskou a augustiniánskou), které byly spojeny do jednoho stavebního celku na počátku 16. století; v letech 1538–1945 evangelický kostel; v roce 1945 vyhořel, po rekonstrukci v 60. letech 20. století byl předán do užívání pravoslavné farnosti;
- Kostel Nejsvětější Trojice: postavený v letech 1738–1744 v barokním slohu pro katolickou menšinu obyvatel, nyní katolický filiální kostel;
- Radnice: nachází se uprostřed náměstí, klasicistní, obnova po druhé světové válce dokončená v roce 1964 navázala na architektonickou podobu z roku 1826; před vchodem se nachází Vítězný sloup vztyčený v roce 1872 na počest úspěšné prusko-francouzské války;
- pozůstatky středověkého městského opevnění včetně Vratislavské brány;
- Historická zástavba Olavského předměstí, mj.: budova pošty a okresního soudu z 90. let 19. století (ulice 3 Maja 48 a 50), věznice z roku 1900 (ulice Wały Jagiellońskie 1), Gymnázium Julia Słowackého z roku 1913 (původně chlapecká lidová škola, ulice Słowackiego 4) a řada činžovních domů;
- novogotický areál bývalých kasáren v ulici Wojska Polskiego z přelomu 19. a 20. století;

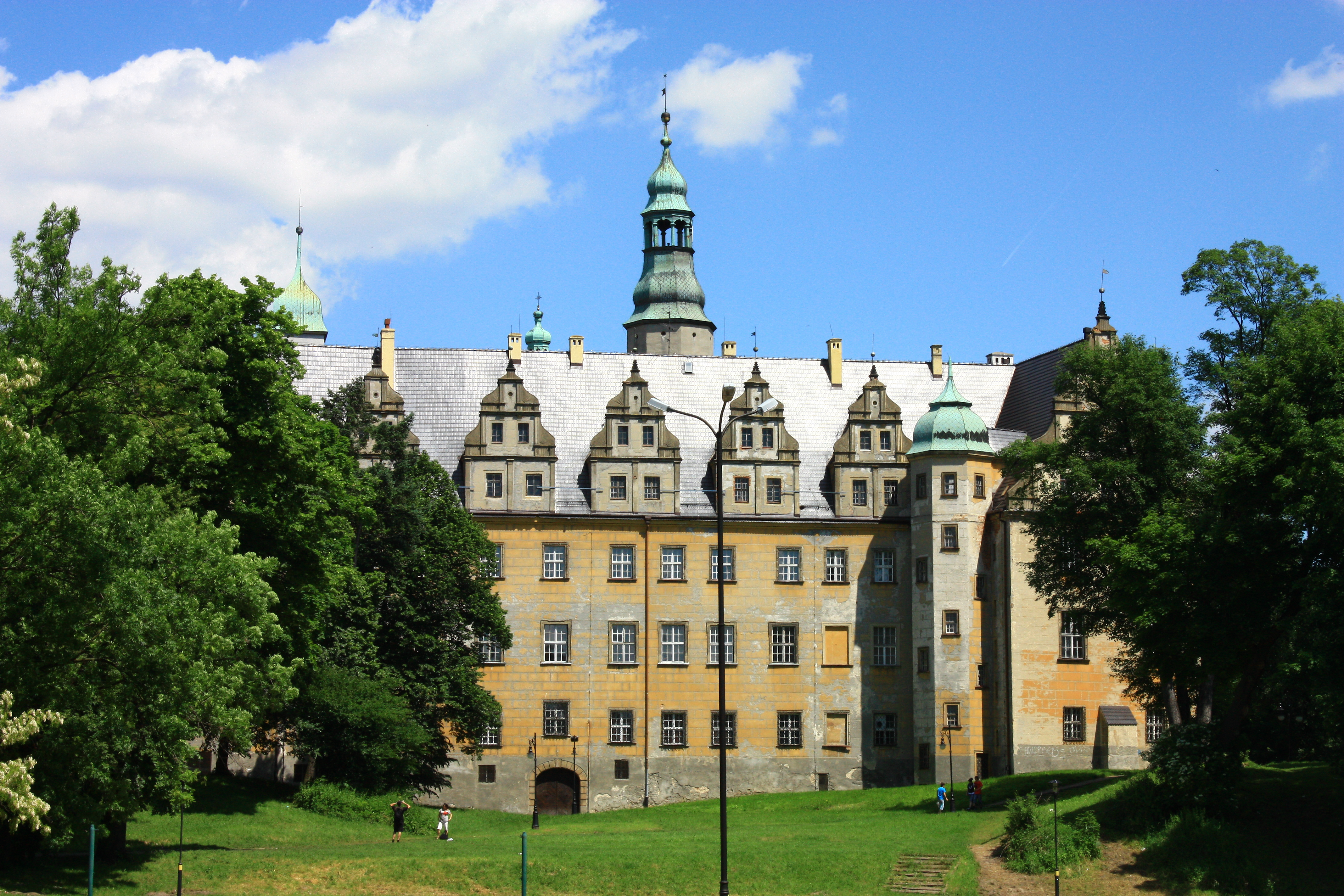
Zámek
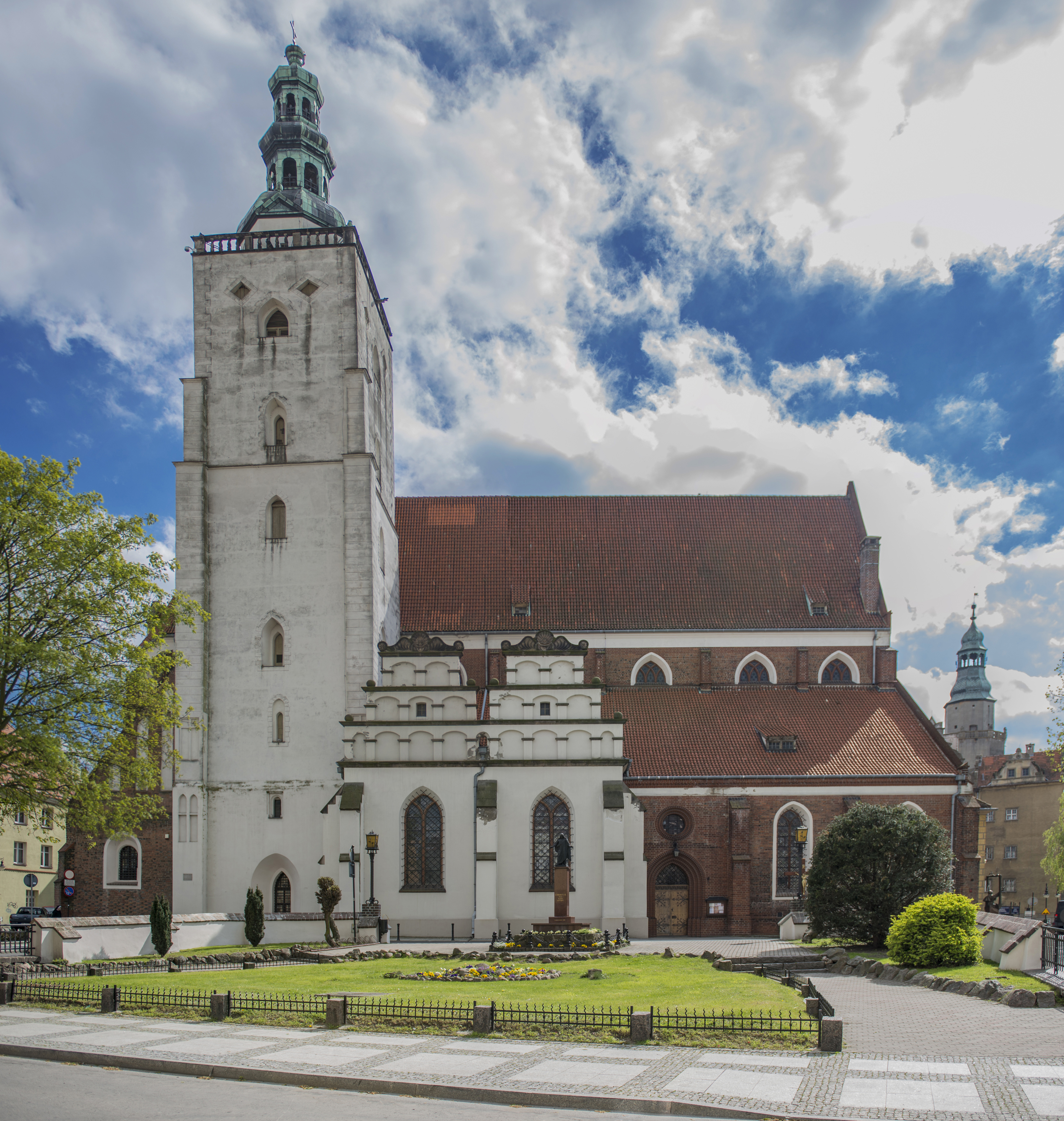
Bazilika sv. Jana Evangelisty
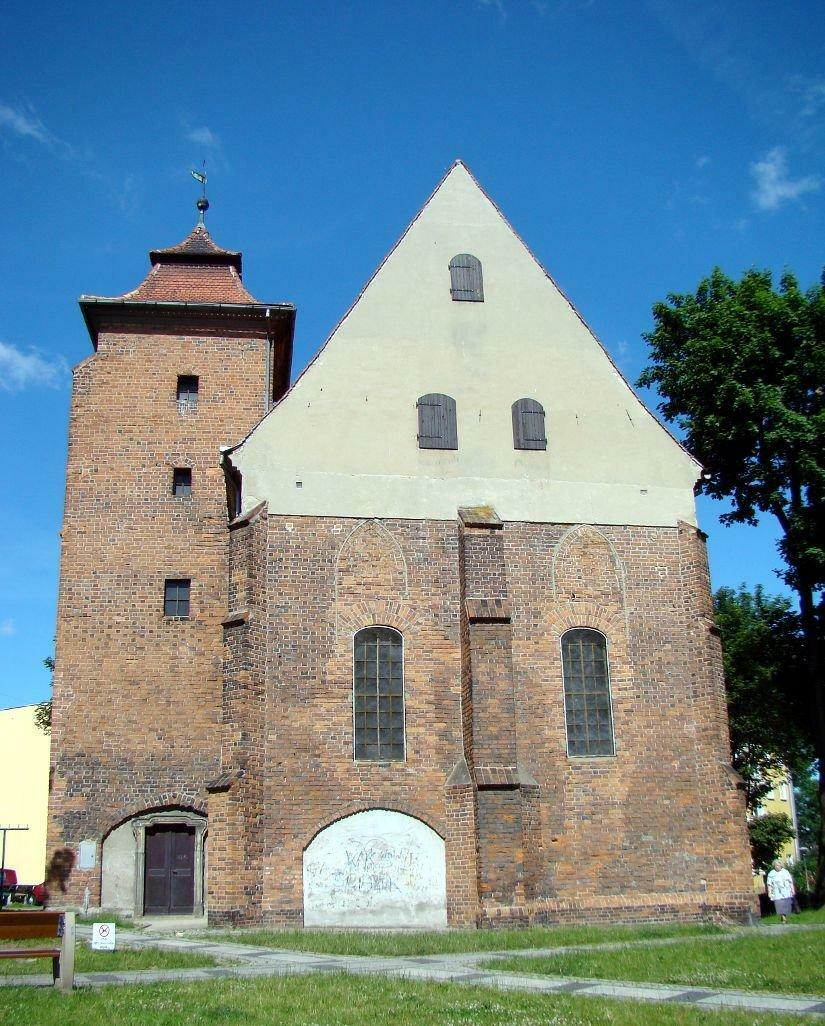
Stará synagoga – kostel Spasitele
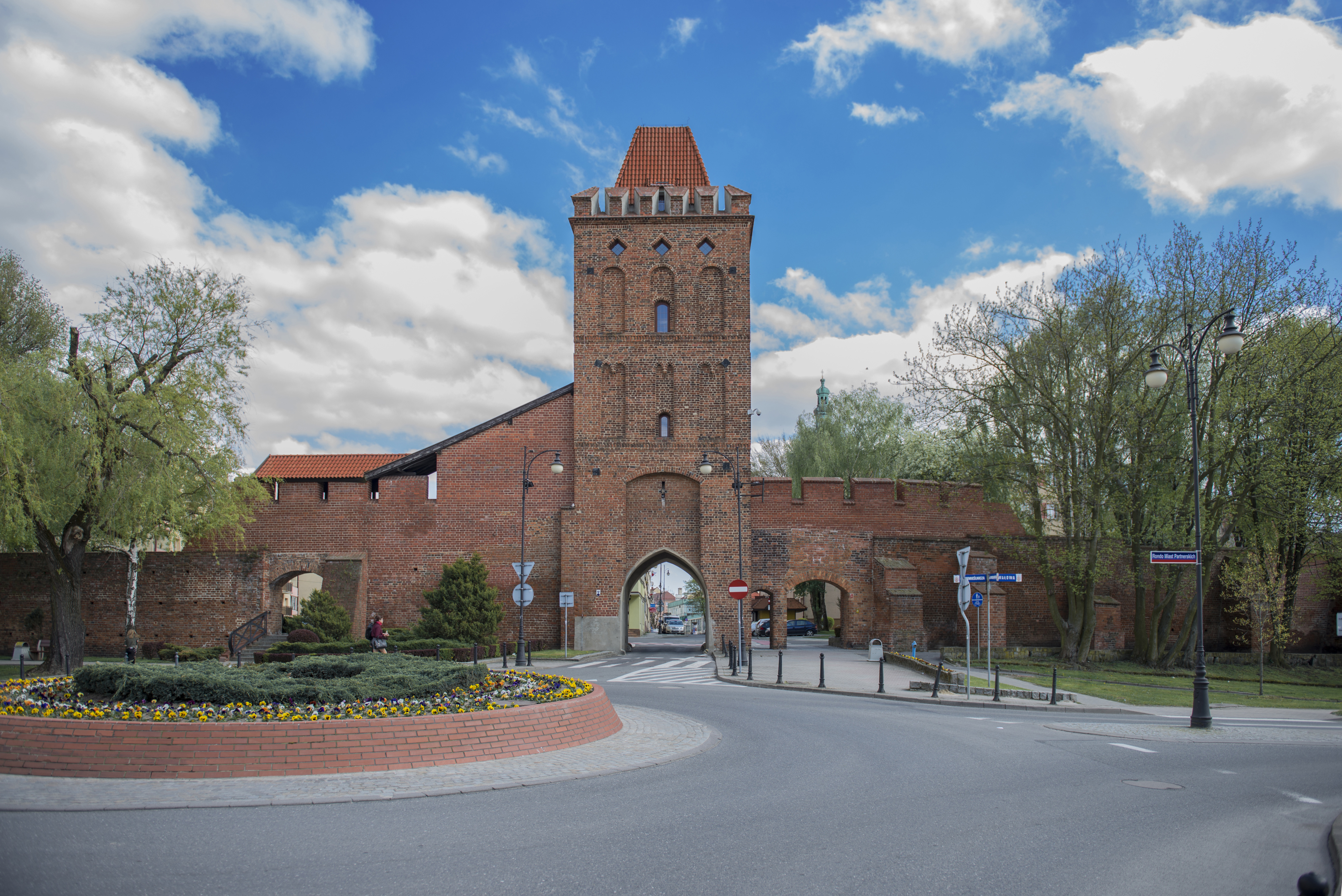
Vratislavská brána
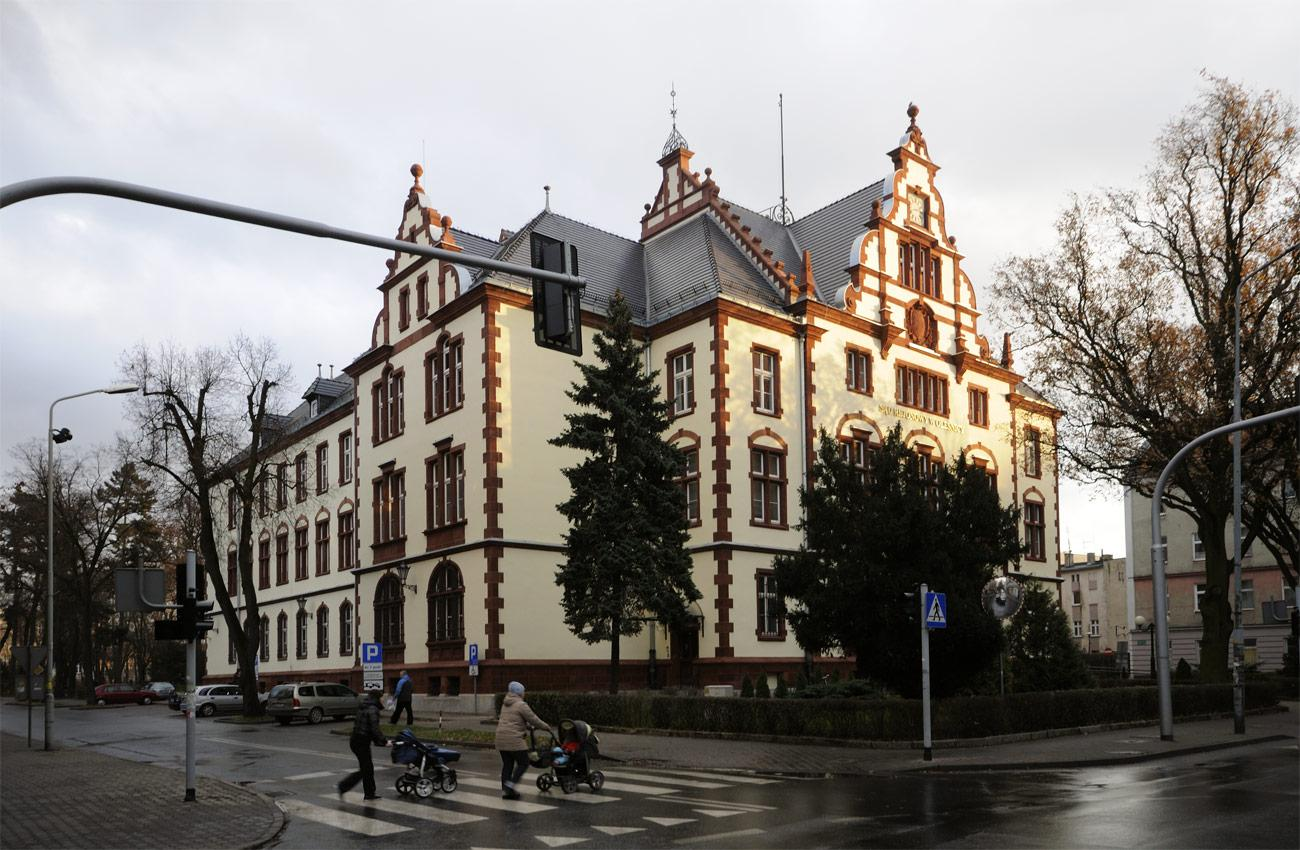
Okresní soud
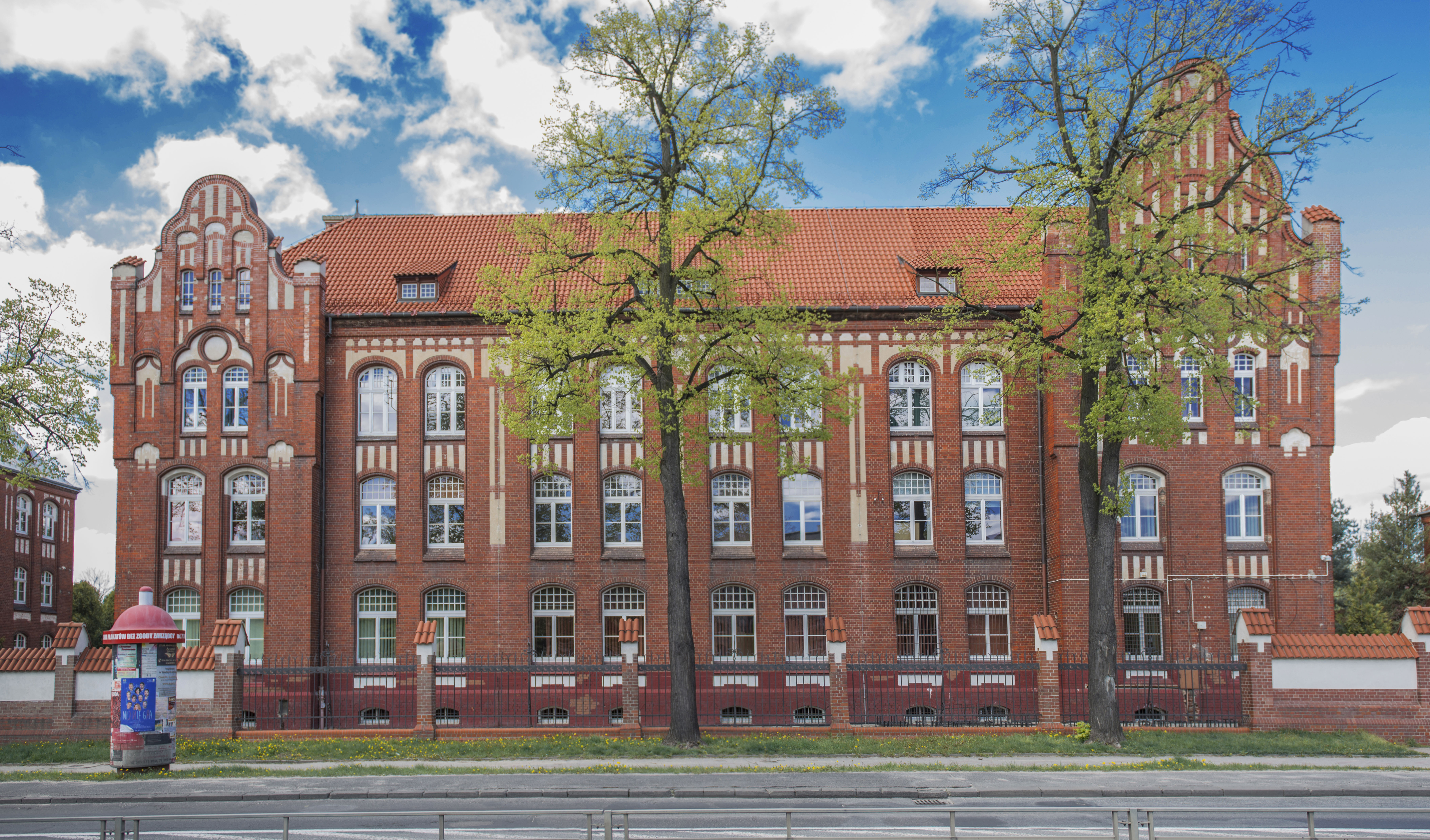
Kasárna – nyní Gymnázium Twardowského

## Doprava

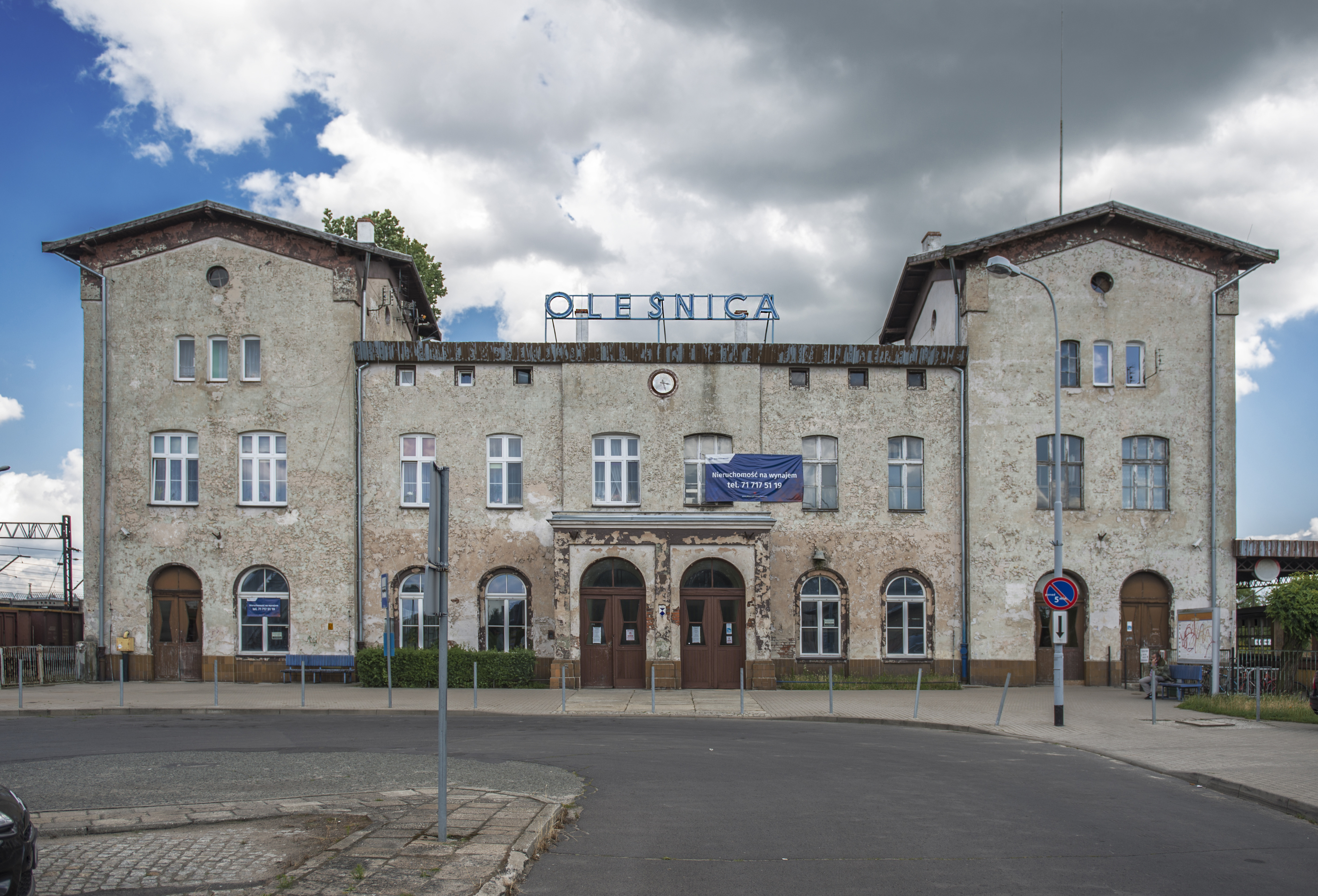
Nádraží Oleśnica

Olešnice je regionálním železničním uzlem. Sbíhají se zde tratě ze několika směrů: z Vratislavi, Kluczborku, Kępna a Ostrówa Wielkopolského / Krotoszynu. Regionální dopravu obsluhují dopravci Koleje Dolnośląskie (linka D7) a Polregio (stav 2022). Hlavní nádraží Oleśnica se nachází jihovýchodně od historického centra. Velký význam má však i zastávka Oleśnica Rataje na západním okraji města, ve které zastavují rychlíky PKP Intercity spojující Vratislav a Varšavu s využitím trati přes Ostrów Wielkopolski – vyhýbají se hlavnímu olešnickému nádraží, aby nemusely měnit směr jízdy.
Město je na severu napojeno na rychlostní silnici S8, která přestavuje nejkratší silniční spojení mezi Dolním Slezskem a Lodží i Varšavou. Křižovatka Oleśnica Północ (Olešnice-sever) je počátečním bodem národní silnice (droga krajowa) č. 25 ve směru Ostrów Wielkopolski, Kališ a Bydhošť. Mimoto Olešnicí procházejí vojvodské silnice (droga wojewódzka) č. 340 (do Třebnice), č. 368 („stará cesta“ do Vratislavi) a č. 451 (do Namyslova).
Olešnická MHD je tvořena čtyřmi autobusovými linkami provozovanými dopravcem Dolnośląskie Linie Autobusowe, jejichž jízdní řády navazují na odjezdy vlaků ve stanicích Oleśnica a Oleśnica Rataje. Příměstskou autobusovou dopravu zajišťuje PKS Polbus na osmi linkách v rámci vesnické gminy Olešnice, autobusy stejného dopravce jezdí též na delších trasách do Vratislavi, Bierutówa, Sycówa či Twardogóry. Autobusové nádraží se nachází přímo v centru města v ulici Rzemieślnicza.

## Osobnosti
- Gustav Becker (1819–1885) – hodinář, zakladatel značky hodin Gustav Becker
- Rafał Dębski (* 1969) – spisovatel fantasy, science fiction, historických, kriminálních a válečných příběhů
- Julius Hübner (1806–1882) – malíř, představitel akademismu
- Herbert Krolikowski (1924–2012) – diplomat, státní tajemník ministerstva zahraničí NDR v letech 1975–1990 a východoněmecký velvyslanec v ČSSR v letech 1969–1973
- Werner Krolikowski (* 1928) – stranický funkcionář SED, první místopředseda vlády NDR v letech 1976–1988
- Jerzy Rogalski (* 1948) – herec
- Evžen Württemberský (1788–1857) – generál ruské armády v období napoleonských válek

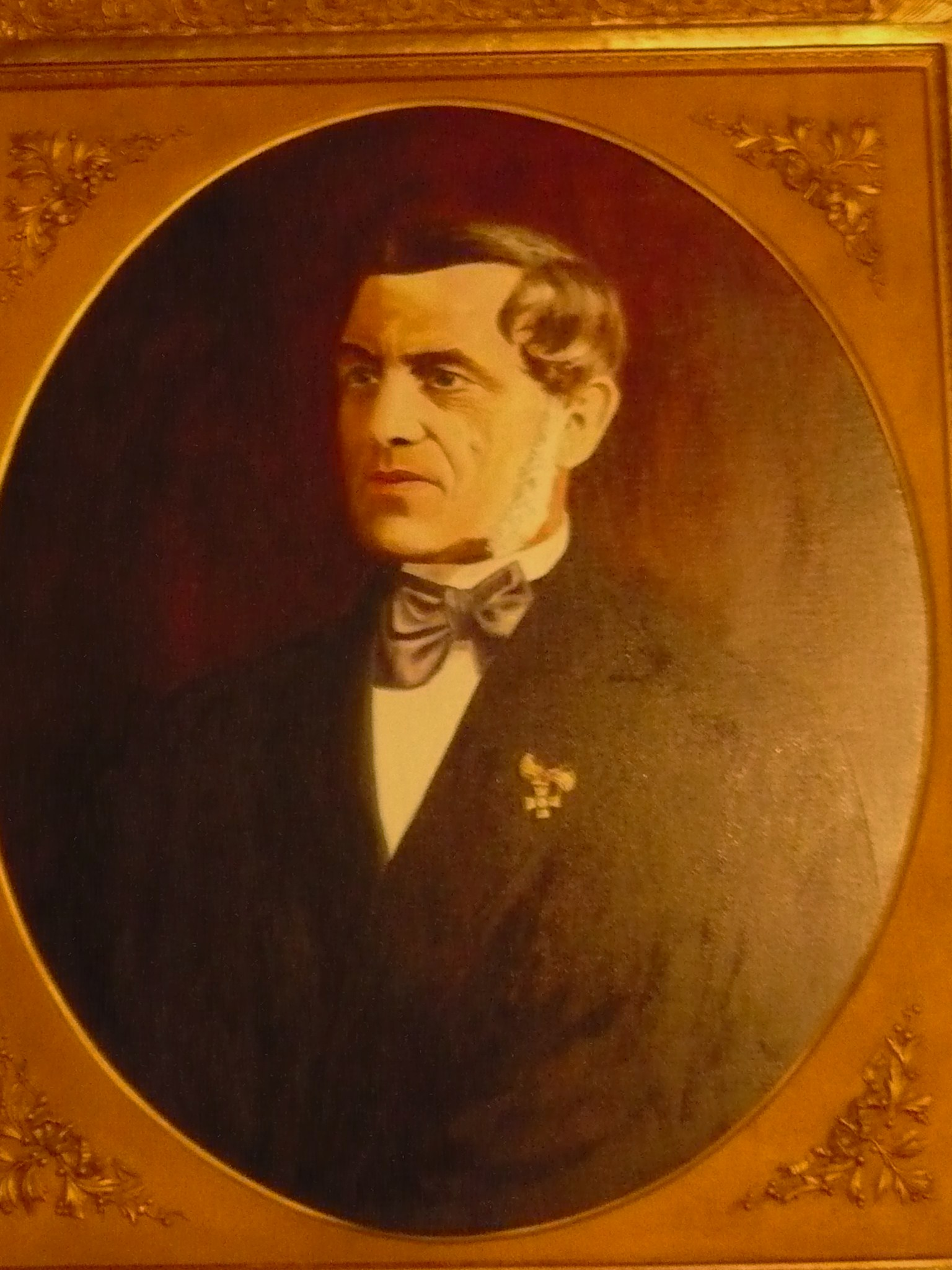
Gustav Becker
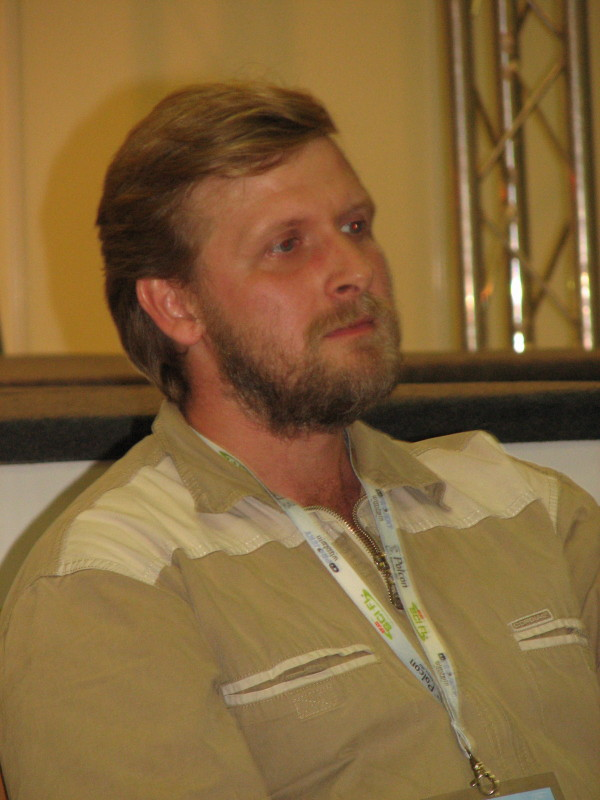
Rafał Dębski
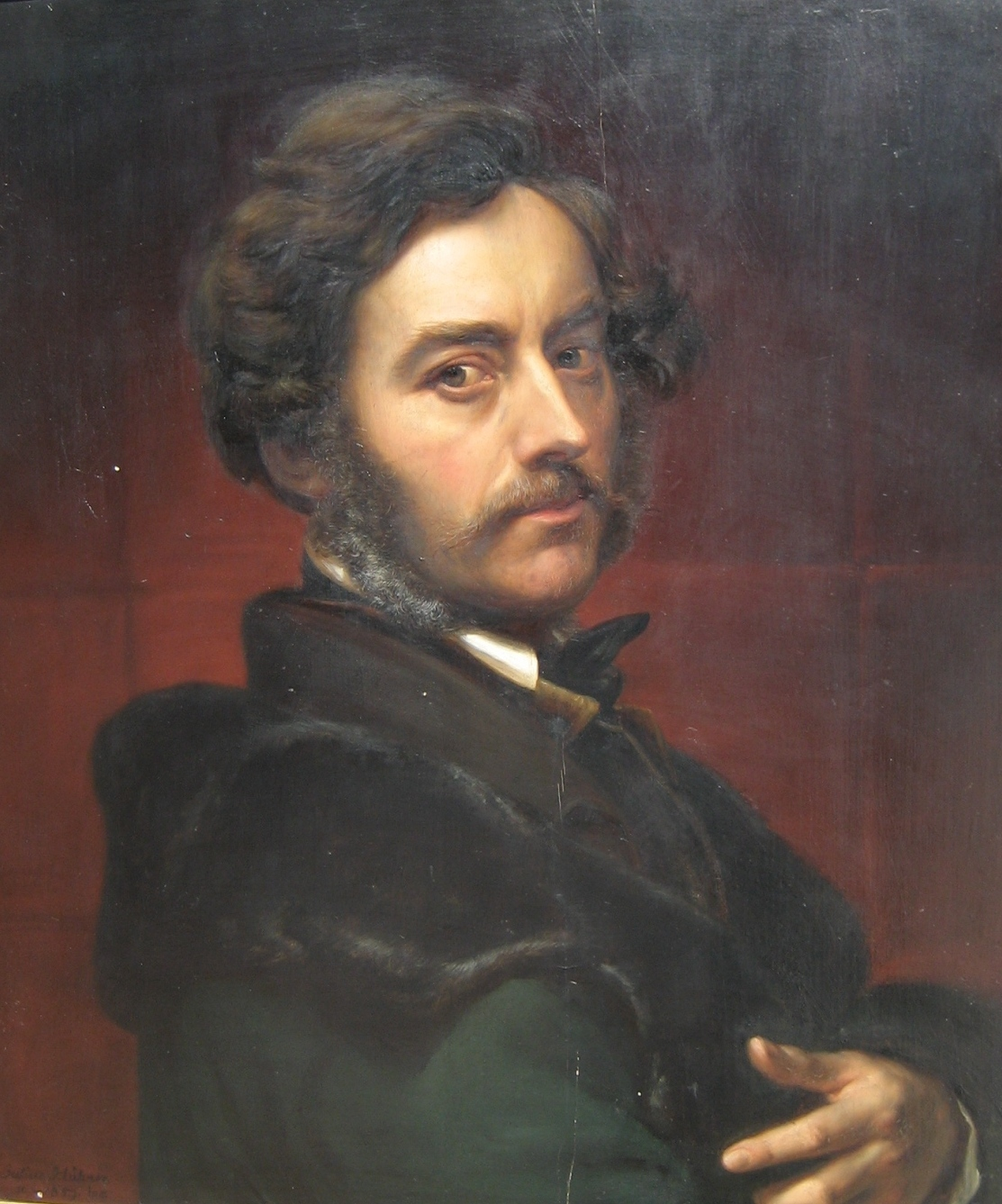
Julius Hübner
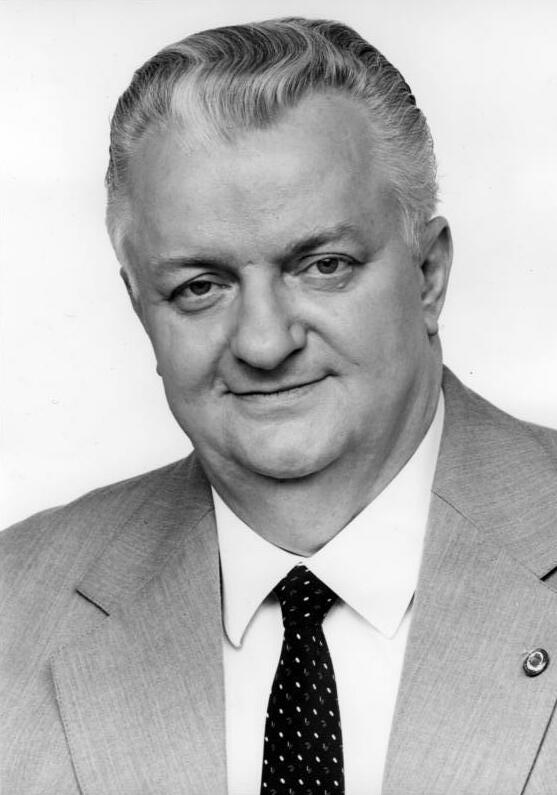
Werner Krolikowski
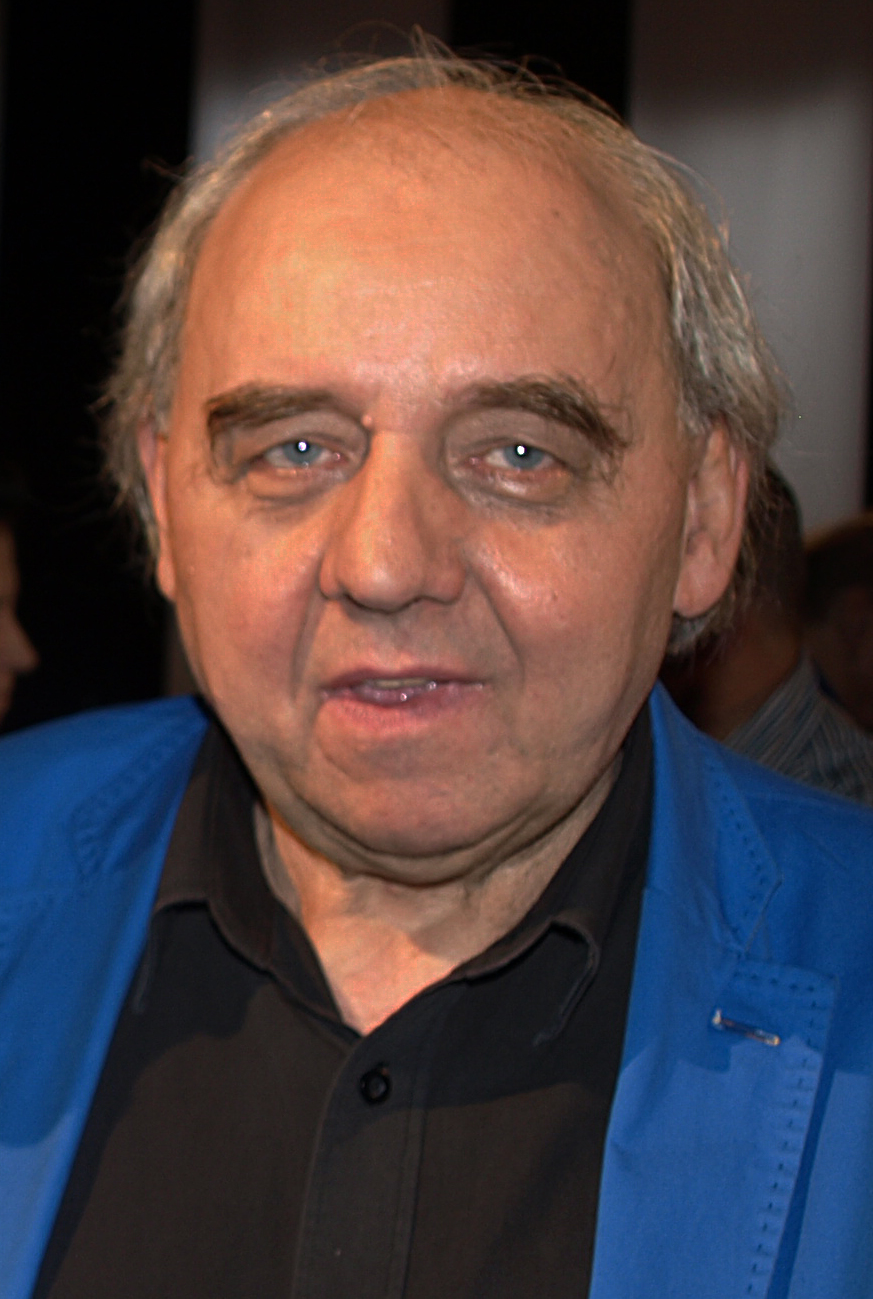
Jerzy Rogalski

## Partnerská města
- Chrudim, Česko
- Warendorf, Německo
- Jaunay-Marigny, Francie